# Český slavík
Český slavík (słow. Český slávik, pol. Czeski Słowik) – czeska nagroda mająca na celu uhonorowanie wybitnych osiągnięć w czeskim przemyśle muzycznym. Została zapoczątkowana w 1996 r. jako kontynuacja nagrody „Zlatý slavík” (1962–1991). 